# Cyphocerastis uluguruensis
Cyphocerastis uluguruensis is een rechtvleugelig insect uit de familie veldsprinkhanen (Acrididae). De wetenschappelijke naam van deze soort is voor het eerst geldig gepubliceerd in 1987 door Johnsen.
1. ↑  (en) Cyphocerastis uluguruensis op de IUCN Red List of Threatened Species.